# Aksærenpris
Aksærenpris (Veronica spicata), ofte skrevet aks-ærenpris, er en 10-40 cm høj urt, der i Danmark vokser på kalkrig bund på skrænter og overdrev.

## Beskrivelse
Aksærenpris er en flerårig urt med en opret vækst. Stænglen er først lysegrøn og gråfiltet, men den bliver snart rødbrun. Den bærer modsatte, ovale til lancetformede blade med groft takket rand. Oversiden er mørkegrøn, mens undersiden er lyst grågrønne.
Blomstringen sker i juli-august, hvor man ser de blåviolette blomster sidde i tætte, endestillede aks. Frugterne er kuglerunde, kirtelhårede kapsler med talrige frø, som spirer villigt under egnede forhold i Danmark.
Rodnettet er dybtgående og kraftigt. Planten breder sig ved korte udløbere og kan blive tæppedannende.
Højde x bredde og årlig tilvækst: 0,30 x 0,15 m (30 x 5 cm/år).

## Voksested
Planten forekommer fra Skandinavien over Mellem- og Sydeuropa til Lilleasien og videre til Østasien. Den vokser på tør og kalkrig bund i skovbryn og på skrænter og overdrev.
I Danmark vokser den hist og her ved Limfjordens og Kattegats kyster samt på Bornholm. I resten af landet er den meget sjælden eller helt manglende.
På Ölands Alvar findes den sammen med bl.a. alm. brunelle, draphavre, hjertegræs, alm. mælkeurt, soløje, alvarpurløg, bakkejordbær, bakkenellike, bidende stenurt, djævelsbid, filtbladet kongelys, havemalurt, hvid stenurt, knoldet mjødurt, lammeøre, nikkende flitteraks, nikkende tidsel, rød rundbælg, smalbladet klokke, smalbladet timian, svalerod, sølvpotentil og voldtimian.
| Portal | Portal:Botanik |